# Христо Иванов – Малкия
Вижте пояснителната страница за други личности с името Христо Иванов.
Христо Иванов Хаджикирков – Малкия е български националреволюционер, участник в Ботевата чета.

## Биография
Христо Хаджикирков е роден е на 25 януари 1849 г. в Сопот. Произхожда от виден и заможен род, преселници от Македония. Едва единадесетгодишен Христо остава сирак, тъй като домът им е нападнат от турци разбойници от околните села, при което са убити баща му Иван и още 6-има съседи, притекли се на помощ срещу грабителите. Така Христо става глава на семейството и поема търговските дела на баща си. Заминава за Букурещ, където постъпва на работа в търговска кантора.
В Букурещ той попада сред политическата емиграция, и макар много млад, е сред най-изявените ѝ дейци. Тук Христо се запознава с Васил Левски и съименника си Христо Иванов – Големия, наречен Големия, тъй като бил с по-едър ръст и по-възрастен, а той получил прозвището Христо Иванов – Малкия, с което име остава в спомените на съвременниците си и историята. Връзките му и с двамата са много добри. Подпомага редовно дейността на Левски и изживява тежко смъртта му.
Христо Иванов – Малкия има доста добри финансови възможности и неведнъж подпомагал материално своите събратя хъшове. Той е един от прототипите на Вазов за изграждането на образа на Никола Странджата в „Немили-недраги“. Негови са знаменитите думи, казани от Странджата: „Тук гладни може да стоите, но от глад няма да умрете!“. 
През 1876 г. се записва в четата на Христо Ботев и преминава дунавския бряг, за да се бие за свободата на Отечеството. Участва във всички битки на четата до разгрома ѝ на Околчица. Заловен е край с. Литаково, но по-късно е амнистиран. Успява да се прехвърли във Влашко и навлиза в България отново с руските войски през 1877 г. Благодарение на високото си образование и владеенето на френски език, започва работа в Съдебното ведомство при Временното руско управление, а по-късно и в Министерство на правосъдието на Княжество България. Заема и длъжностите на председател на Окръжен съд в Самоков, Шумен, Разград, Пазарджик и др. Пенсионира се през 1895 г. поради влошено здравословно състояние, и през 1904 умира в Пловдив.